# Cryptopygus andinus
Cryptopygus andinus är en urinsektsart som beskrevs av Dìaz och Judith Najt 1995. Cryptopygus andinus ingår i släktet Cryptopygus och familjen Isotomidae. Inga underarter finns listade i Catalogue of Life.